# Gorganu
Gorganu – wieś w Rumunii, w okręgu Ardżesz, w gminie Călinești. W 2011 roku liczyła 971 mieszkańców.